# São José (Mé-Zóchi)
São José ist ein Ort im Distrikt Mé-Zóchi auf der Insel São Tomé im Inselstaat São Tomé und Príncipe.

## Geographie
Der Ort liegt im Hinterland auf 870 m Höhe an der Verbindungsstraße zwischen Batepá und Campo Grande, beziehungsweise Saudade im Süden.